# تاشوده
تاشوده (به عربی: تاشودة) یک شهرداری در الجزایر است که در استان سطیف واقع شده‌است.